# Gerard Anton van Hamel

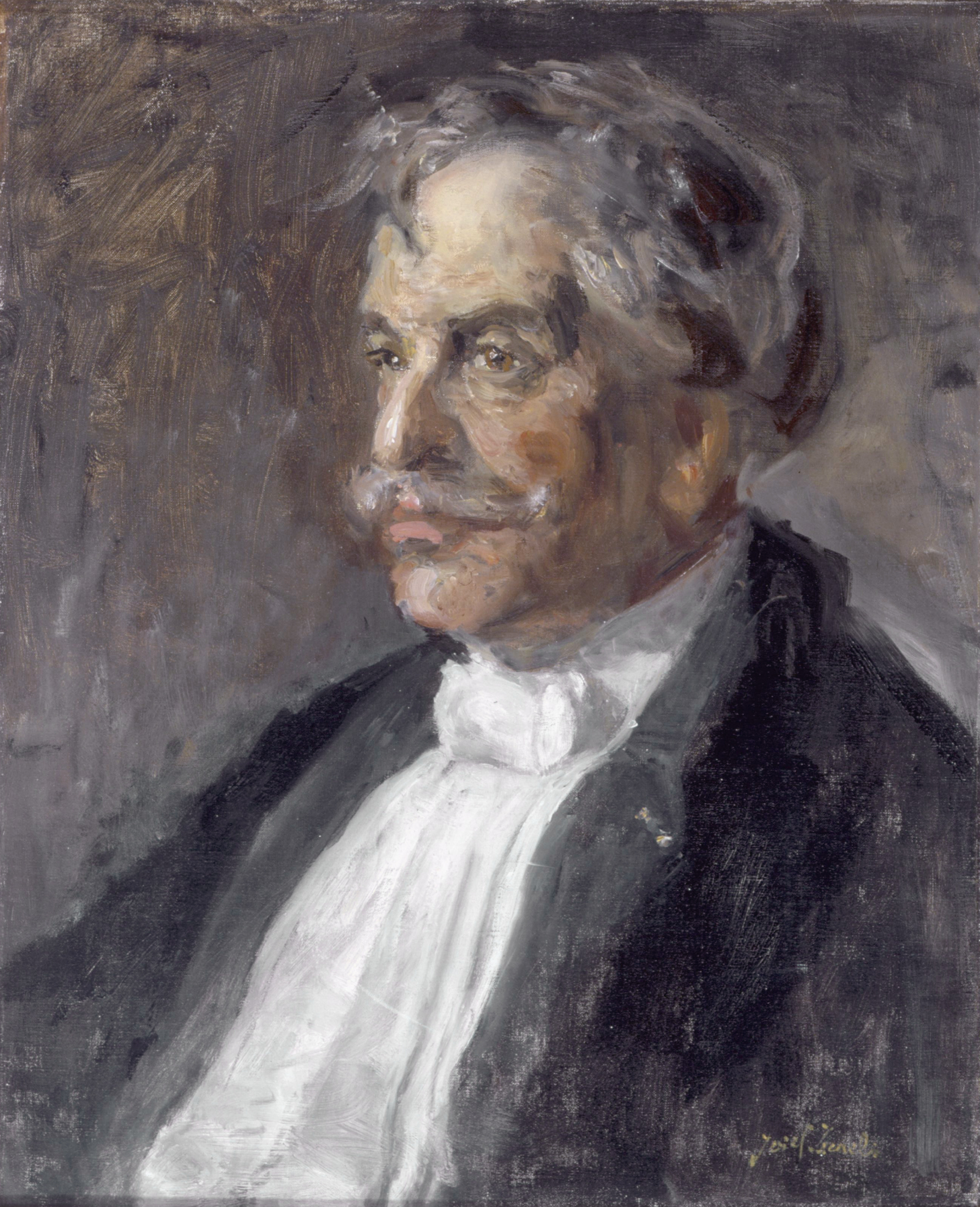
Gerard Anton van Hamel. (Jozef Israëls)

Gerard Anton van Hamel, född 17 januari 1842 i Haarlem, död 1 mars 1917 i Amsterdam, var en nederländsk jurist och politiker. 
Hamel var 1880-1910 professor vid  Universiteit van Amsterdam. Han var 1886 med om att uppsätta "Tijdschrift voor strafrecht", Nederländernas kriminalistiska centralorgan, och stiftade 1889 Internationella kriminalistföreningen tillsammans med Franz von Liszt och Adolphe Prins. 
Hamel utgav bland annat Inleiding tot de studie van het nederlandsche strafrecht (1889; tredje upplagan 1913), Het wetboek van strafrecht. Rechtspraak en nederlandsche litteratur och Verspreie opstellen (två band, 1912). Han var liberal ledamot av Generalstaternas andra kammare, men avböjde erbjudandet om en ministerportfölj.